# Barleria lukei
Barleria lukei är en akantusväxtart som beskrevs av I.Darbysh.. Barleria lukei ingår i släktet Barleria och familjen akantusväxter. Inga underarter finns listade i Catalogue of Life.